# رولز-رویس پناین
رولز-رویس پناین (به انگلیسی: Rolls-Royce Pennine) یک موتور هواگرد ساختِ کارخانهٔ رولز-رویس لیمیتد در کشور بریتانیا است.